# OK Budvanska Rivijera
Der OK Budvanska Rivijera (serbisch-kyrillisch Одбојкашки клуб Будванска Ривијера) war ein Volleyballverein aus Budva, Montenegro. Er wurde 1978 als Avala Budva gegründet und nahm an der montenegrinischen Volleyball-Liga teil. Zudem spielte er regelmäßig in der Volleyball Champions League oder im CEV-Pokal. 2017 ging der Verein in die Insolvenz.

## Geschichte
Der Verein wurde 1978 als Avala Budva gegründet und nahm zunächst bis 1982 an der regionalen Meisterschaft der Republik Montenegro teil. Ab 1982 spielte die Mannschaft in der zweiten Spielklasse der SFR Jugoslawien.
1991/92 belegte die Mannschaft Platz drei in den Playoffs der zweiten Liga, durfte aber als Nachrücker aufgrund der Auflösung des Teams Jugoslawija in die erste Spielklasse aufsteigen. Aufgrund des Zerfalls der SFR Jugoslawien wurde auch die Volleyball-Liga neu geordnet und Avala wurde in die B-Division der Bundesrepublik Jugoslawien relegiert.
Vor der Saison 1997/98 änderte der Verein nach 21 Jahren seinen Namen aufgrund des Hauptsponsors in Budvanska Rivijera. Zudem bekam der Verein einen neuen Trainer sowie neue Spieler und erreichte mit 14 Siegen in 14 Spielen den Meistertitel der zweiten Spielklasse. Außerdem stieg er in die erste Spielklasse auf. Bis 2006 spielte der Verein in der ersten Liga von Serbien und Montenegro und konnte 2001 den Meistertitel gewinnen. Zudem gelang 2001 und 2002 der Pokalsieg.
Ab 2006 spielte der OK Budvanska Rivijera in der ersten montenegrinischen Volleyball-Liga und konkurrierte dabei vor allem mit dem OK Budućnost Podgorica. 2008 erreichte der Klub den dritten Platz im CEV-Pokal. In den 2010er Jahren gewann der Klub durchgängig die montenegrinische Meisterschaft sowie den Pokalwettbewerb, ehe der Klub 2017 in die Insolvenz ging.